# Pachychilon macedonicum
Pachychilon macedonicum es una especie de peces de la familia de los
Cyprinidae en el orden de los Cypriniformes.

## Morfología
- Los machos pueden llegar alcanzar los 15 cm de longitud total.[1][2]

## Hábitat
Es un pez de agua dulce y de clima subtropical (5 °C-25 °C).

## Distribución geográfica
Se encuentra en Europa: Grecia y Macedonia del Norte.